# Линник, Михаил Никифорович
Михаил Никифорович Линник (25 октября 1916 — 21 декабря 2007) — капитан Советской Армии, участник Великой Отечественной войны, Герой Советского Союза (1945).

## Биография
Родился 25 октября 1916 года в Одессе. Детство провёл в селе Макариха Знаменского района Кировоградской области Украинской ССР. В 1938 году Линник окончил Знаменский сельскохозяйственный техникум, после чего работал агрономом в совхозе. В 1938 году он был призван на службу в Рабоче-крестьянскую Красную Армию. С июня 1941 года — на фронтах Великой Отечественной войны.
К сентябрю 1944 года командовал ротой 350-го стрелкового полка 96-й стрелковой дивизии 48-й армии 1-го Белорусского фронта. Отличился во время освобождения Польши. 4 сентября 1944 года его рота переправилась через Нарев в районе города Ружан и приняла активное участие в боях за захват и удержание плацдарма на его западном берегу. В критический момент боя он заменил собой раненного командира батальона и успешно руководил боевыми действиями. 28 октября 1944 года получил тяжёлое ранение, но продолжал сражаться.
Указом Президиума Верховного Совета СССР от 24 марта 1945 года капитан Михаил Линник был удостоен высокого звания Героя Советского Союза с вручением ордена Ленина и медали «Золотая Звезда».
В 1946 году был уволен в запас. Проживал в городе Знаменка Кировоградской области.
Был также награждён орденами Красного Знамени, Александра Невского и Отечественной войны 1-й степени, рядом медалей.